# فهرست رئیسان دانشگاه تهران
این فهرست اسامی رئیسان دانشگاه تهران از سال ۱۳۱۳ و تاکنون است. دانشگاه تهران تاکنون ۳۴ رئیس داشته‌است.

## فهرست
| ردیف                                | رئیس دانشگاه                        | رئیس دانشگاه                        | دورهٔ ریاست                          | دورهٔ ریاست                          | توضیحات | منابع                               |                                     |                                     |                                     |
| ردیف                                | رئیس دانشگاه                        | رئیس دانشگاه                        | آغاز                                | پایان                               | توضیحات | منابع                               |                                     |                                     |                                     |
| • کشور شاهنشاهی ایران (۱۳۵۷–۱۳۰۴) • | • کشور شاهنشاهی ایران (۱۳۵۷–۱۳۰۴) • | • کشور شاهنشاهی ایران (۱۳۵۷–۱۳۰۴) • | • کشور شاهنشاهی ایران (۱۳۵۷–۱۳۰۴) • | • کشور شاهنشاهی ایران (۱۳۵۷–۱۳۰۴) • | • کشور شاهنشاهی ایران (۱۳۵۷–۱۳۰۴) • | • کشور شاهنشاهی ایران (۱۳۵۷–۱۳۰۴) • | • کشور شاهنشاهی ایران (۱۳۵۷–۱۳۰۴) • | • کشور شاهنشاهی ایران (۱۳۵۷–۱۳۰۴) • | • کشور شاهنشاهی ایران (۱۳۵۷–۱۳۰۴) • |
| ----------------------------------- | ----------------------------------- | ----------------------------------- | ----------------------------------- | ----------------------------------- | --- | ----------------------------------- | ----------------------------------- | ----------------------------------- | ----------------------------------- |
| ۱                                   | علی‌اصغر حکمت                        |                                     | ۱۴ اسفند ۱۳۱۳                       | ۲۷ خرداد ۱۳۱۷                       | وزیر فرهنگ و معارف با حفظ سمت؛ دانش‌آموخته حقوق و ادبیات در اروپا | [ ۱ ] [ ۲ ]                         |                                     |                                     |                                     |
| ۲                                   | اسماعیل مرآت                        |                                     | ۱۲ مرداد ۱۳۱۷                       | ۳۰ شهریور ۱۳۲۰                      | وزیر فرهنگ و معارف با حفظ سمت؛ مؤسس دانشکده هنرهای زیبا | [ ۱ ]                               |                                     |                                     |                                     |
| ۳                                   | عیسی صدیق                           |                                     | ۳۰ شهریور ۱۳۲۰                      | ۱۲ آذر ۱۳۲۰                         | وزیر فرهنگ و معارف با حفظ سمت؛ دانش‌آموخته فلسفه از دانشگاه کلمبیا | [ ۱ ]                               |                                     |                                     |                                     |
| ۴                                   | سید محمد تدین                       |                                     | ۱۳ آذر ۱۳۲۰                         | ۱۷ اسفند ۱۳۲۰                       | استاد ادبیات عرب | [ ۱ ] [ ۲ ]                         |                                     |                                     |                                     |
| ۵                                   | مصطفی عدل                           |                                     | ۱۸ اسفند ۱۳۲۰                       | ۸ مرداد ۱۳۲۱                        | وزیر فرهنگ و معارف با حفظ سمت؛ رئیس سابق دانشکده حقوق و علوم سیاسی، استاد حقوق                                                                                                  | [ ۱ ] [ ۲ ]                         |                                     |                                     |                                     |
| ۶                                   | علی‌اکبر سیاسی                       |                                     | ۱۸ مرداد ۱۳۲۱                       | ۱۸ دی ۱۳۳۳                          | وزیر فرهنگ و معارف با حفظ سمت؛ اعلام‌کننده استقلال دانشگاه از وزارت فرهنگ و معارف در ۱۵ بهمن ۱۳۲۱، نخستین رئیس برگزیده توسط شورای دانشگاه، دانش‌آموخته روانشناسی از دانشگاه سوربن | [ ۱ ] [ ۲ ]                         |                                     |                                     |                                     |
| ۷                                   | منوچهر اقبال                        |                                     | ۱۸ دی ۱۳۳۳                          | ۱۴ فروردین ۱۳۳۶                     | پزشک، نخست‌وزیر ایران | [ ۱ ] [ ۲ ]                         |                                     |                                     |                                     |
| ۸                                   | احمد فرهاد معتمد                    |                                     | ۳ اردیبهشت ۱۳۳۶                     | ۱۸ اردیبهشت ۱۳۴۲                    | پزشک، استاد رادیولوژی و رئیس سابق دانشکده پزشکی | [ ۱ ]                               |                                     |                                     |                                     |
| ۹                                   | جهانشاه صالح                        |                                     | ۱۸ اردیبهشت ۱۳۴۲                    | ۲۹ مرداد ۱۳۴۷                       | پزشک، دانش‌آموخته دانشگاه سیراکیوز و کلمبیا، وزیر بهداری در کابینه‌های زاهدی، اعلا و شریف‌امامی، سناتور انتصابی شاه                                                                | [ ۱ ] [ ۲ ]                         |                                     |                                     |                                     |
| ۱۰                                  | فضل‌الله رضا                         |                                     | ۲۹ مرداد ۱۳۴۷                       | ۲۸ تیر ۱۳۴۸                         | دانش‌آموخته مهندسی برق از دانشکده فنی، دانشگاه کلمبیا و مؤسسه تکنولوژی نیویورک، رئیس پیشین دانشگاه صنعتی آریامهر (شریف)، سفیر ایران در یونسکو و کانادا                           | [ ۱ ] [ ۲ ]                         |                                     |                                     |                                     |
| ۱۱                                  | علی‌نقی عالیخانی                     |                                     | ۲۸ تیر ۱۳۴۸                         | ۲۴ تیر ۱۳۵۰                         | دانش‌آموخته علوم سیاسی از دانشکده حقوق و علوم سیاسی و اقتصاد از دانشگاه پاریس، وزیر اقتصاد پیشین                                                                                 | [ ۱ ] [ ۲ ]                         |                                     |                                     |                                     |
| ۱۲                                  | هوشنگ نهاوندی                       |                                     | ۲۴ تیر ۱۳۵۰                         | ۵ آبان ۱۳۵۵                         | وزیر آبادانی و مسکن پیشین | [ ۱ ] [ ۲ ]                         |                                     |                                     |                                     |
| ۱۳                                  | احمد هوشنگ شریفی                    |                                     | ۱۵ آبان ۱۳۵۵                        | ۱۳ شهریور ۱۳۵۶                      | رئیس پیشین دانشگاه ملی ایران، وزیر آموزش و پرورش پیشین | [ ۱ ]                               |                                     |                                     |                                     |
| ۱۴                                  | قاسم معتمدی                         |                                     | ۱۳ شهریور ۱۳۵۶                      | ۱۲ شهریور ۱۳۵۷                      | دانش‌آموخته پزشکی از دانشکده پزشکی، مؤسس دانشگاه اصفهان | [ ۱ ] [ ۲ ]                         |                                     |                                     |                                     |
| ۱۵                                  | عبدالله شیبانی                      |                                     | ۱۵ شهریور ۱۳۵۷                      | ۳ اسفند ۱۳۵۷                        | فیزیولوژیست، دانش‌آموخته دانشگاه سوربن، رئیس سایق دانشکده علوم | [ ۱ ] [ ۲ ]                         |                                     |                                     |                                     |
| • جمهوری اسلامی ایران •             |                                     |                                     |                                     |                                     | |                                     |                                     |                                     |                                     |
| ۱۶                                  | محمد ملکی                           |                                     | ۳ اسفند ۱۳۵۷                        | ۵ اسفند ۱۳۵۸                        | دامپزشک، دانش‌آموخته بهداشت و صنایع غذایی از دانشکده دامپزشکی، نخستین رئیس دانشگاه پس از انقلاب با حکم شورای انقلاب                                                              | [ ۱ ] [ ۲ ]                         |                                     |                                     |                                     |
| ۱۷                                  | حسن عارفی                           |                                     | ۱۸ خرداد ۱۳۵۹                       | ۵ مرداد ۱۳۶۰                        | پزشک، رئیس سابق دانشکده پزشکی، دانش‌آموخته دانشگاه نیویورک، بعداً وزیر فرهنگ و آموزش عالی                                                                                         | [ ۱ ]                               |                                     |                                     |                                     |
| ۱۸                                  | علی مهدی‌زاده شهری                   |                                     | ۵ مرداد ۱۳۶۰                        | ۸ مهر ۱۳۶۰                          | استاد دانشکده الهیات | [ ۱ ]                               |                                     |                                     |                                     |
| ۱۹                                  | ابوالقاسم گرجی                      |                                     | ۸ مهر ۱۳۶۰                          | ۱۹ خرداد ۱۳۶۱                       | مجتهد، دانش‌آموخته فلسفه و حکمت اسلامی از دانشکده الهیات، چهره ماندگار | [ ۱ ] [ ۲ ]                         |                                     |                                     |                                     |
| ۲۰                                  | عباس شیبانی                         |                                     | ۱۹ خرداد ۱۳۶۱                       | ۱۷ آبان ۱۳۶۲                        | پزشک، دانش‌آموخته و رئیس سابق دانشکده پزشکی، عضو پیشین شورای انقلاب، وزیر کشاورزی پیشین، نماینده پیشین مجلس خبرگان قانون اساسی، عضو مجلس شورای اسلامی                            | [ ۱ ]                               |                                     |                                     |                                     |
| ۲۱                                  | بهمن یزدی صمدی                      |                                     | ۱۷ آبان ۱۳۶۲                        | ۱۲ تیر ۱۳۶۴                         | استاد ژنتیک و اصلاح نباتات، دکترای ژنتیک و اصلاح نباتات از دانشگاه کالیفرنیا - فوق دکترا دانشگاه ایلینیوز آمریکا چهره ماندگار                                                   | [ ۱ ]                               |                                     |                                     |                                     |
| ۲۲                                  | محمد فرهادی                         |                                     | ۱۲ تیر ۱۳۶۴                         | ۱۶ آبان ۱۳۶۴                        | پزشک، دانش‌آموخته دانشگاه علوم پزشکی مشهد، بعداً وزیر علوم و وزیر بهداری | [ ۱ ]                               |                                     |                                     |                                     |
| ۲۳                                  | اسماعیل آوینی                       |                                     | ۱۶ آبان ۱۳۶۴                        | ۱ دی ۱۳۶۴                           | رئیس پیشین دانشگاه تربیت معلم تهران | [ ۱ ]                               |                                     |                                     |                                     |
| ۲۴                                  | حسین فروتن                          |                                     | ۱ دی ۱۳۶۴                           | ۲۱ مهر ۱۳۶۷                         | پزشک، بعداً نماینده مجلس شورای اسلامی | [ ۱ ]                               |                                     |                                     |                                     |
| ۲۵                                  | محمد رحیمیان                        |                                     | ۲۱ مهر ۱۳۶۷                         | ۵ مهر ۱۳۷۲                          | دانش‌آموخته مهندسی عمران- دکترای مهندسی راه و ساختمان با گرایش مکانیک ساختمان از مدرسه پل و راه فرانسه - استاد دانشکده فنی                                                       | [ ۱ ]                               |                                     |                                     |                                     |
| ۲۶                                  | غلامعلی افروز                       |                                     | ۵ مهر ۱۳۷۲                          | ۲۳ آذر ۱۳۷۳                         | روانشناس، دانش‌آموخته و رئیس سابق دانشکده روانشناسی و علوم تربیتی دانشگاه تهران\|دانشکده روانشناسی و علوم تربیتی                                                                 | [ ۱ ]                               |                                     |                                     |                                     |
| ۲۷                                  | محمدرضا عارف                        |                                     | ۲۳ آذر ۱۳۷۳                         | ۱۲ شهریور ۱۳۷۶                      | دانش‌آموخته مهندسی برق از دانشکده فنی - دکترای مهندسی برق از دانشگاه استنفورد، بعداً وزیر پست، تلگراف و تلفن، رئیس سازمان مدیریت و برنامه‌ریزی و معاون اول رئیس‌جمهور ایران         | [ ۱ ]                               |                                     |                                     |                                     |
| ۲۸                                  | سید منصور خلیلی عراقی               |                                     | ۱۲ شهریور ۱۳۷۶                      | ۱۰ شهریور ۱۳۸۱                      | دانش‌آموخته اقتصاد از دانشکده اقتصاد - دکترای اقتصاد از دانشگاه کالیفرنیا | [ ۱ ]                               |                                     |                                     |                                     |
| ۲۹                                  | رضا فرجی‌دانا                        |                                     | ۱۰ شهریور ۱۳۸۱                      | ۶ آذر ۱۳۸۴                          | دانش‌آموخته مهندسی برق از دانشکده فنی - دکترا از دانشگاه واترلو، بعداً وزیر علوم                                                                                                  | [ ۱ ]                               |                                     |                                     |                                     |
| ۳۰                                  | عباسعلی عمید زنجانی                 |                                     | ۶ آذر ۱۳۸۴                          | ۱۷ بهمن ۱۳۸۶                        | فقیه، استاد دانشکده حقوق و علوم سیاسی، نماینده سابق مجلس شورای اسلامی | [ ۱ ]                               |                                     |                                     |                                     |
| ۳۱                                  | فرهاد رهبر                          |                                     | ۱۷ بهمن ۱۳۸۶                        | ۲۹ بهمن ۱۳۹۲                        | دانش‌آموخته اقتصاد از دانشکده اقتصاد، رئیس پیشین سازمان مدیریت و برنامه‌ریزی |                                     |                                     |                                     |                                     |
| -                                   | محمدحسین امید (سرپرست)              |                                     | ۲۹ بهمن ۱۳۹۲                        | ۱۹ خرداد ۱۳۹۳                       | سرپرست، مهندس کشاورزی، رئیس پیشین پردیس کشاورزی و منابع طبیعی |                                     |                                     |                                     |                                     |
| ۳۲                                  | محمود نیلی احمدآبادی                |                                     | ۱۹ خرداد ۱۳۹۳                       | ۳۰ شهریور ۱۴۰۰                      | مهندس متالورژی، دانش‌آموخته دانشگاه شیراز، شریف و دانشگاه توکوهو، رئیس سابق دانشکده فنی دانشگاه تهران (برکنار شد)                                                                | [ ۳ ]                               |                                     |                                     |                                     |
| ۳۳                                  | سید محمد مقیمی                      |                                     | ۳۰ شهریور ۱۴۰۰                      | ۲۷ شهریور ۱۴۰۳                      | دانش‌آموخته مدیریت از دانشکده مدیریت، معاون سابق اداری و مالی دانشگاه تهران، رئیس سابق پردیس فارابی دانشگاه تهران                                                                | [ ۴ ]                               |                                     |                                     |                                     |
| -                                   | سید حسین حسینی (سرپرست)             |                                     | ۲۷ شهریور ۱۴۰۳                      | ۱۷ اردیبهشت ۱۴۰۴                    | دانش‌آموخته و رئیس سابق دانشکده دامپزشکی، معاون سابق آموزشی دانشگاه تهران | [ ۵ ]                               |                                     |                                     |                                     |
| ۳۴                                  | محمدحسین امید                       |                                     | ۱۷ اردیبهشت ۱۴۰۴                    | متصدی                               | دانش‌آموخته رشته آبیاری از دانشگاه تهران، معاون پیشین اداری و مالی وزارت علوم، رئیس سابق دانشگاه جامع علمی کاربردی                                                               | [ ۶ ]                               |                                     |                                     |                                     |

## یادکرد منابع
1. 1 2 3 4 5 6 7 8 9 10 11 12 13 14 15 16 17 18 19 20 21 22 23 24 25 26 27 28 29 30  خبرگزاری دانشجویان ایران.
2. 1 2 3 4 5 6 7 8 9 10 11 12 13  همشهری‌آنلاین.
3. ↑  «تاوان درخواست آزادی کسری نوری برای رئیس دانشگاه تهران». اصلاحات پرس.
4. ↑  Welle (www.dw.com)، Deutsche. «رئیس دانشگاه تهران بعد از درخواست آزادی کسری نوری برکنار شد | DW | 21.09.2021». DW.COM. دریافت‌شده در ۲۰۲۱-۰۹-۲۲.
5. ↑  «رئیس دانشگاه تهران تغییر کرد». عصر ایران.
6. ↑  «سرپرست جدید دانشگاه تهران منصوب شد». پایگاه خبری دانشگاه تهران. دریافت‌شده در ۲۰۲۵-۰۸-۰۵.